# Anelsonia
Anelsonia, biljni rod iz porodice krstašica. Jedina vrsta je A. eurycarpa, sukulentni polugrm  iz Kalifornije, Idaha i Nevade

## Opis
Anelsonia eurycarpa je višegodišnja biljka s mnogo razgranatih kaudeksa i kratkim vitkim stabljikama koje završavaju rozetama mesnatih baršunastih listova. Stabljike su prekrivene postojanim ostacima petiola. Listovi su prstasti i dugi do 0,8 inča (2 cm). Sićušni cvjetovi su bijeli do ljubičasti, gusto zbijeni u kratkom cvatu, a pojavljuju se od kasnog proljeća do ljeta. Prepoznatljivi plodovi su papirnati do kožasti, bijeli i često s područjima ljubičaste ili smeđe boje. Oni su eliptični, dugi do 1,2 inča (3 cm) i imaju nekoliko smeđih sjemenki.
- A. eurycarpa
- A. eurycarpa

## Etimologija
Specifični epitet "eurycarpa" potječe od latinskih riječi "eury", što znači "širok" i "carpa", što znači "voće", a odnosi se na oblik plodova.

## Klasifikacija
Anelsonia eurycarpa je jedna vrsta u monotipskom rodu Anelsonia koja pripada obitelji Brassicaceae, obično poznatoj kao porodica gkupusnjača. Sličan je Phoenicaulis cheiranthoides.

## Staništa
Ova neobična biljka obično se nalazi kako raste na raspadnutim nepromijenjenim vulkanskim stijenama ili bjelkastom pepelu na visokim nadmorskim visinama, 2900 do 4000 m, na subalpskim ili alpskim padinama i grebenima od središnjeg Idaha do Sweetwater Mountainsa, White Mountains i Sierra Nevada u Kaliforniji. Godine 1983. Arnold Tiehm pronašao je ovu vrstu kako raste na Mahogany Mountainu na 1600 m na južnoj strani planine Mahogany u okrugu Washoe, Nevada.

## Sinonimi
- Draba eurycarpa A.Gray; Proc. Am. Acad. 6: 520 (1864 publ. 1865)
- Parrya eurycarpa (A.Gray) Jeps.; Man. Fl. Pl. Calif. 434 (1925)
- Parrya huddelliana A.Nelson; Bot. Gaz. 54: 139 (1912)
- Phoenicaulis eurycarpa (A.Gray) Abrams; Ill. Fl. Pacific States 2: 290 (1944)
- Phoenicaulis huddelliana (A.Nelson) Rydb.; Fl. Rocky Mts.: 363 (1917)